# Tokamak Fusion Test Reactor
Tokamak Fusion Test Reactor, TFTR (pl. Testowy Reaktor Termojądrowy Tokamak) - był to eksperymentalny reaktor termojądrowy typu tokamak, zbudowany w Princeton Plasma Physics Laboratory (Princeton, New Jersey) około roku 1980.
TFTR działał od roku 1982 do 1997.
Naukowcy mieli nadzieję, że dzięki TFTR w końcu zostanie osiągnięty równy lub dodatni bilans energetyczny fuzji (co nie udało się wcześniej z urządzeniami: PDX - Poloidal Diverter Experiment i PLT - Princeton Large Torus). Również reaktor TFTR nigdy nie osiągnął tego celu. Niemniej zdobyte informacje i doświadczenie posłużą za bazę przy budowie reaktora ITER.